# Église Saint-Évroul de Cuon
L'église Saint-Évroul est une église située à Cuon, en France.

## Localisation
L'église est située dans le département français de Maine-et-Loire, sur la commune de Cuon.

## Description

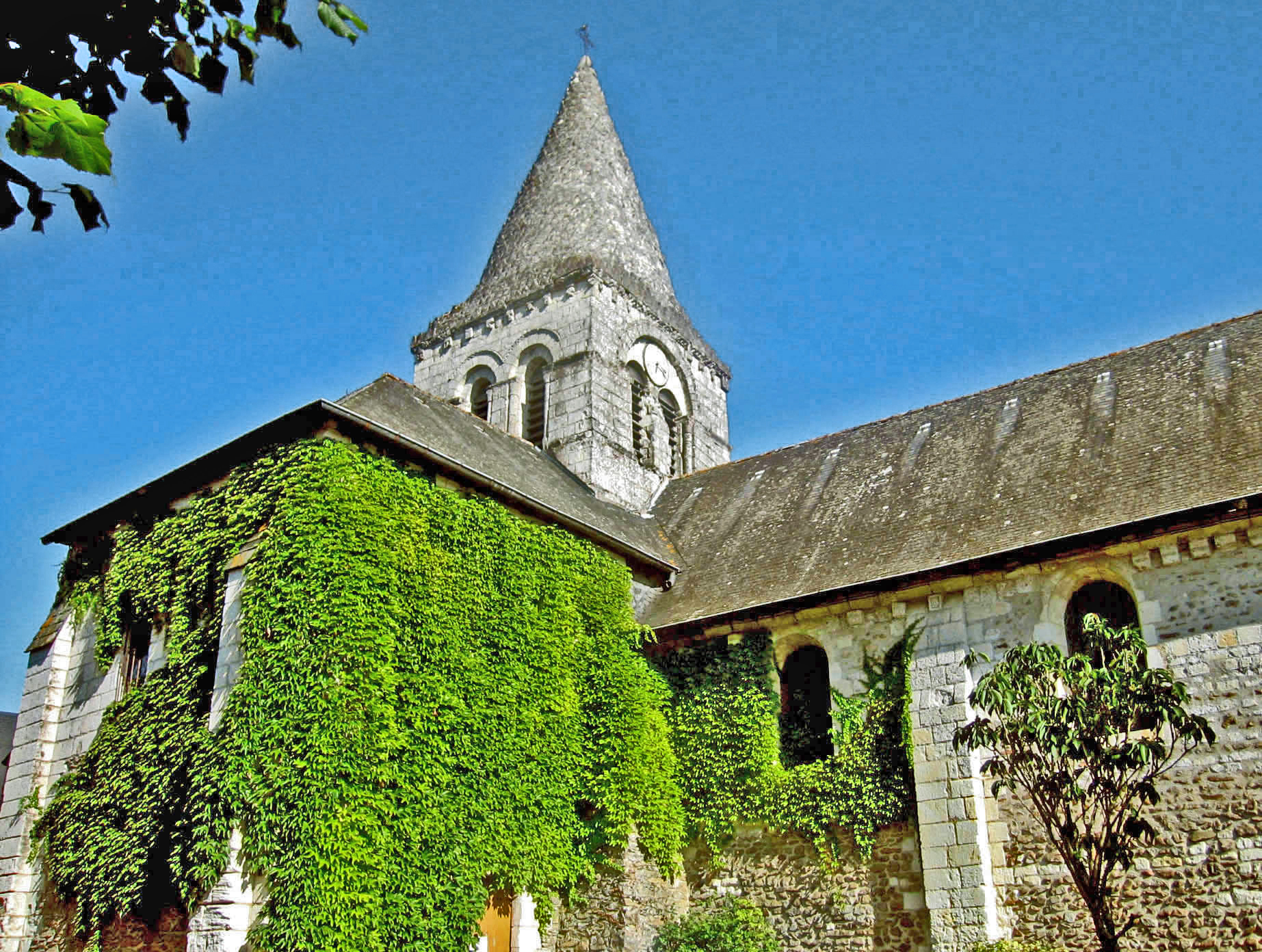
Façade nord-ouest.
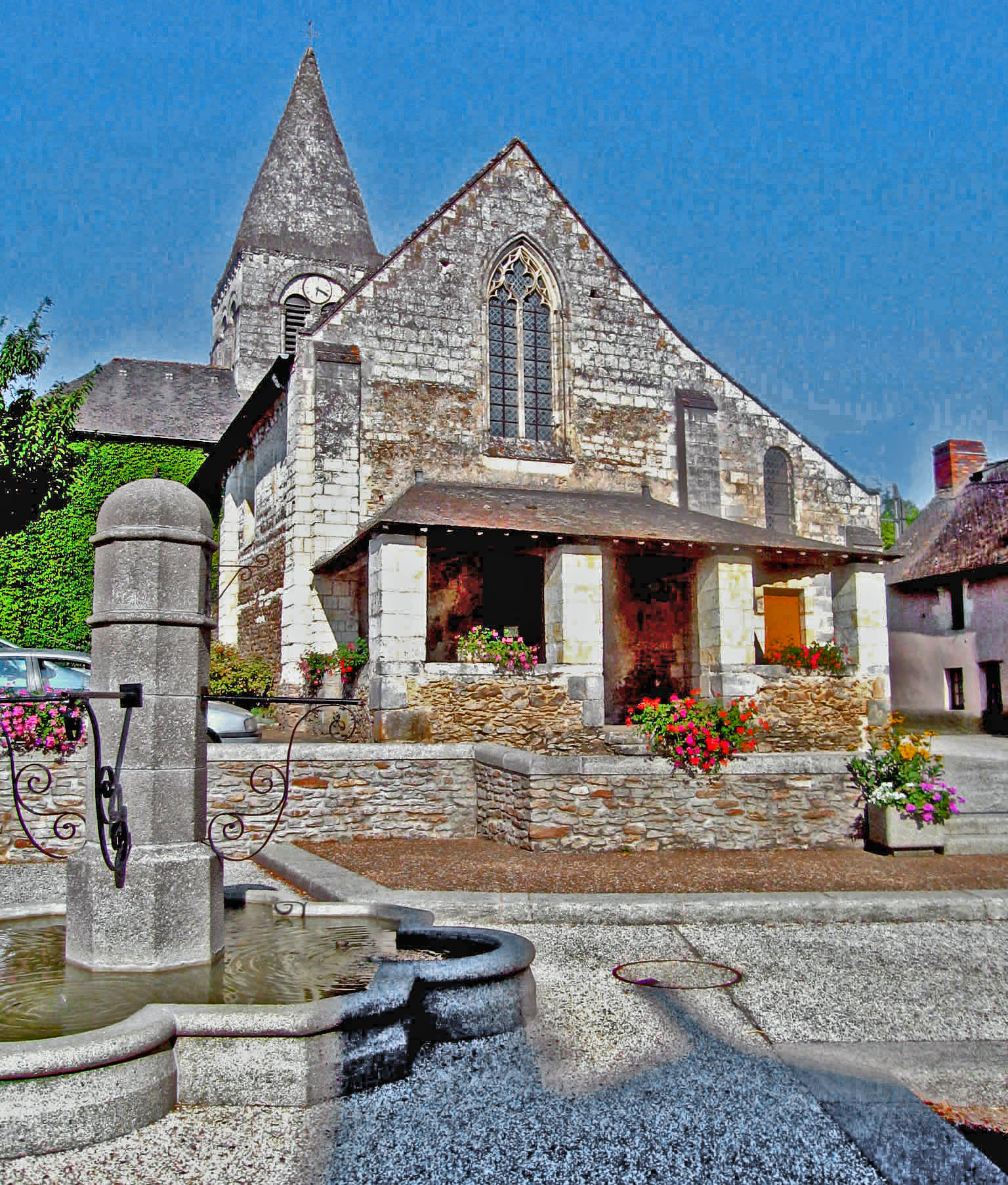
Façade ouest.
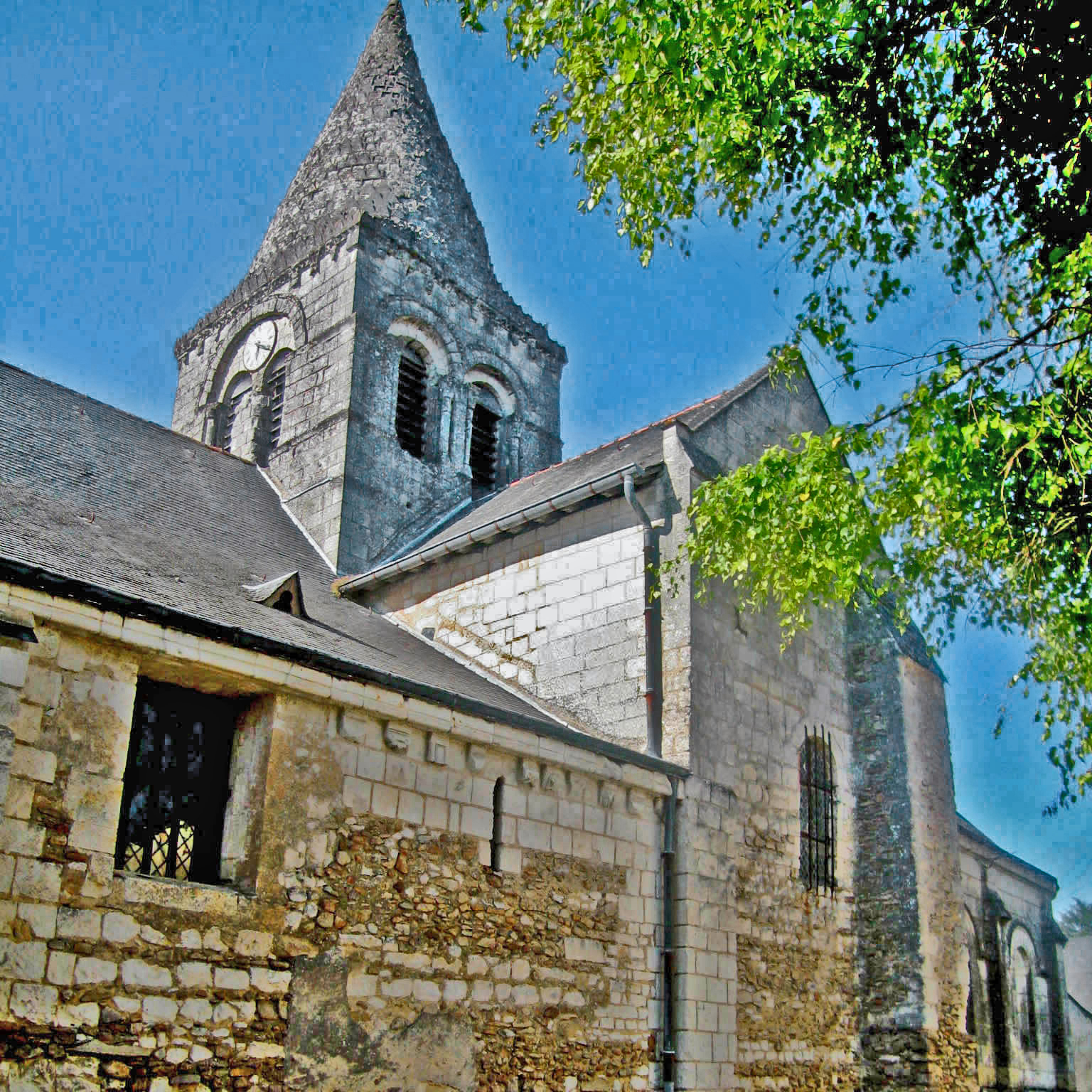
Façade sud.

## Historique
L'édifice est classé au titre des monuments historiques en 1914.